# Nerocila blainvillei
Nerocila blainvillei är en kräftdjursart som beskrevs av Leach 1818. Nerocila blainvillei ingår i släktet Nerocila och familjen Cymothoidae. Inga underarter finns listade i Catalogue of Life.